# Giovanni Battista Berisso
Giovanni Battista Berisso (Lavagna, 15 febbraio 1834 – Buenos Aires, 23 gennaio 1893) è stato un imprenditore italiano naturalizzato argentino.

## Biografia
Nato nella cittadina marinara di Lavagna, dove lavorava come mozzo, emigrò in Sudamerica nel 1848. Proprio in quegli anni, da Genova e dai villaggi costieri della Liguria, stava iniziando quel lunghissimo processo di emigrazione verso il Río de la Plata che nei decenni successivi avrebbe coinvolto l'intera Italia. Giunto a Montevideo a bordo del brigantino La Pace, raggiunse in seguito Buenos Aires dove lavorò in una rosticceria ed in una macelleria. In seguito, con i propri risparmi, aprì una macelleria e successivamente investì tutti i suoi capitali nell'acquisto di una mandria. Nonostante la perdita dei propri beni a causa di una tempesta, Berisso riuscì a ricostituire un proprio capitale e, nel 1863, si associò con Juan Solari e Tomás Vignale per aprire l'impianto per la salagione della carne San Martín ai margini del Riachuelo, nella località di Barracas al sur. Nel 1871, a causa dello scoppio nella capitale argentina dell'epidemia di febbre gialla, Berisso ed i suoi soci furono costretti a trasferire l'impianto di lavorazione della carne fuori città, nei pressi del porto di Ensenada. Nel giugno dello stesso anno iniziarono i lavori di costruzione e nell'agosto la fabbrica era pienamente operativo. Attorno all'impianto, che arriverà ad occupare oltre 2 000 operai, sorse un insediamento, fondato il 24 giugno 1871, che negli anni a venire diventerà una città vera e propria e sarà intitolata allo stesso Berisso. Nel 1879 aprì un nuovo impianto di salagione della carne a poca distanza dall'altro.
Tuttavia l'attività imprenditoriale di Berisso non si limitò al settore della carne. Nel 1880 acquistò a Buenos Aires una distilleria, mentre qualche anno dopo costituì la Compañia Maritima Argentina specializzata nel trasporto merci. Nel 1882 fondò alla Boca un cantiere navale con annesso delle officine meccaniche per la costruzione di navi a vapore. Due anni dopo infine entra in società con il fratello in una fabbrica di liquori. Negli anni a seguire chiamò dall'Italia i parenti e i famigliari con l'obbiettivo di inserirli all'interno delle sue imprese e di condividere con loro il suo successo.
Morì nel gennaio 1893 e fu sepolto nella tomba di famiglia nel cimitero della Recoleta.